# Стићи пре свитања
Стићи пре свитања је југословенски партизански филм из 1978. године, који је режирао Александар Ђорђевић.
Сценарио за филм, који је написао Властимир Радовановић, урађен је према мотивима записа Пашка Ромца, народног хероја и учесника бега, Бекство са робије и Станке Веселинов Изван зидина.

## Радња
Уочи рата у Југославији, тридесет и двојица комуниста припремају бекство из казнионице у Сремској Митровици. Почињу да копају тунел, али то споро иде због низа отежавајућих околности као што су препреке, подземне воде, премештање у другу зграду, појава издајника, тешко комуницирање са помагачима изван затвора. Најзад, уз помоћ илегалке и групе скојеваца успевају да побегну, пребацују се у брда, да би, затим, суделовали у оснивању Првог фрушкогорског одреда.

## Улоге
| Глумац                   | Улога             |
| ------------------------ | ----------------- |
| Велимир Бата Живојиновић | Обрен             |
| Радош Бајић              | Милош Јовановић   |
| Злата Нуманагић          | Вера              |
| Чедомир Петровић         | Тончи             |
| Бранко Ђурић             | Веља              |
| Слободан Димитријевић    | Иван Стрбодер     |
| Велимир Животић          | Управник затвора  |
| Љубиша Самарџић          | Коста             |
| Миодраг Крстовић         | Паја              |
| Беким Фехмију            | Есад Љуми         |
| Иван Јагодић             | Арсен             |
| Петер Карстен            | Мајор Крамер      |
| Рамиз Секић              | Јозо              |
| Владан Живковић          | Кузман            |
| Бора Тодоровић           | Светозар Вујковић |
| Стеван Гардиновачки      | Мија „Мечкар“     |
| Мирко Бабић              | Мијин пријатељ    |
| Стеван Миња              | Штеф              |
| Фарук Беголи             | Доктор            |
| Тома Јовановић           | Уча               |
| Милош Кандић             | Матори            |
| Маринко Шебез            | Стева             |
| Раде Којадиновић         | Жива              |
| Вељко Маринковић         | Петроније         |
| Душан Вујновић           | Наредник          |
| Предраг Милинковић       | Стражар           |
| Велимир Суботић          | Шустер            |
| Боривоје Бора Стојановић |                   |
| Тихомир Плескоњић        | Диригент оркестра |
| Мирјана Гардиновачки     | Посета            |
| Зоран Миљковић           | Агент у болници   |
| Страхиња Мојић           | Стражар у болници |
| Дуда Радивојевић         |                   |
| Драгиша Шокица           |                   |
| Феђа Тапавички           |                   |
| Васа Вртипрашки          |                   |

## Занимљивост
- Филм је снимљен по истинитом догађају, који се одиграо 22. августа 1941. године, када је група од 32 робијаша-комуниста, побегла из сремскомитровачког затвора. Поред овог филма, о овом догађају снимљен је и 1968. године филм „Бекства“ у режији Радоша Новаковића.